# Отар Довженко
Отар Довженко (нар. 1981, Запоріжжя) — український журналіст та медіакритик. Креативний директор Lviv Media Forum, голова Незалежної медійної ради. Співредактор медіарозсилки «ДовгийПес».

## Біографія
Народився у Запоріжжі. Закінчив факультет журналістики Дніпропетровського національного університету.
У 2001—2005 роках — головний редактор літературного вебсайту «Літклуб», навколо якого існувало однойменне літугруповування у Львові. На початку 2000-х написав прозову збірку «Квітослава» (2006).
З 2006 по 2011 рік працював заступником шеф-редактора видання «Телекритика». Упорядник збірки матеріалів «„Джинсова“ свобода: Роль медіа у парламентській виборчій кампанії — 2006».
Працював викладачем Школи журналістики УКУ (2012—2018), а також співредактором видання MediaLab (до 2019 року).
Керівник Центру моніторингу та аналітики ГО «Детектор медіа», у 2021—2022 році — головний редактор видання .
Станом на 2024 рік обіймає посаду креативного директора Lviv Media Forum (ГО «Львівський медіафорум»).
Із 2015 року є членом Незалежної медійної ради (НМР), а у 2022 року був обраний головою НМР.
У 2019 році разом із Людмилою Смоляр запустив розсилку про медіа «ДовгийПес».

## Виноски
1. 1 2  ТОП-100 найвпливовіших осіб Львівщини 2014 — с. 29.
2. ↑  Довженко Отар // Інфотека — письменники. [Архівовано 18 вересня 2010 у Wayback Machine.] — Буквоїд.
3. ↑  Отар Довженко став головним редактором онлайн-видання «Детектор медіа» - ГО «Детектор медіа». Детектор медіа. 1 вересня 2021. Архів оригіналу за 25 лютого 2022. Процитовано 12 вересня 2024. {{cite web}}: Недійсний |мертвий-url=dead (довідка)
4. ↑  Львівський медіафорум: підтримка українських медіа. lvivmediaforum.com (укр.). Процитовано 23 червня 2024.
5. ↑  Отар Довженко став головою Незалежної медійної ради. detector.media (укр.). 15 червня 2022. Процитовано 23 червня 2024.
6. ↑  Отар Довженко. ДовгийПес (укр.). 2 листопада 2019. Процитовано 27 грудня 2020.